# 米哈伊尔·希什金

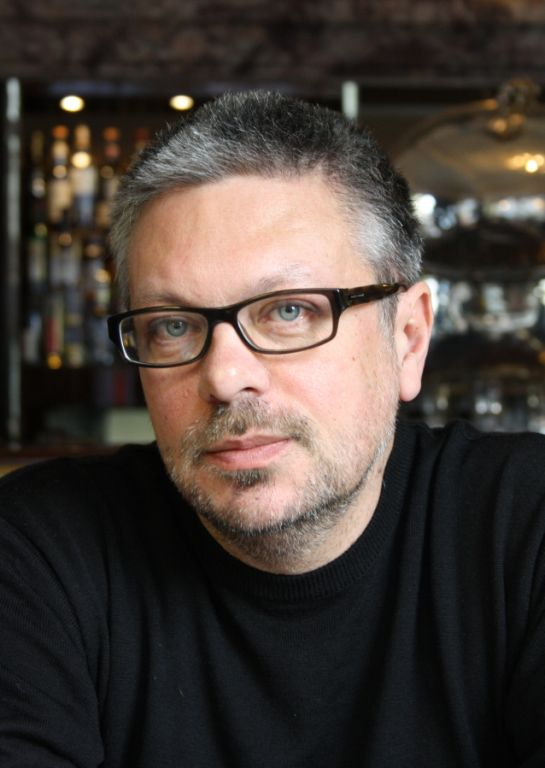
米哈伊尔·希什金

米哈伊尔·希什金（1961年1月18日-）是俄罗斯裔瑞士作家，他除了用俄文寫作，还用德文写作。

## 生平
米哈伊尔·希什金生于莫斯科，父亲是一名俄语文学教师，母亲是一名工程师、建筑商。
米哈伊尔·希什金毕业于莫斯科国立师范学院，在校期間学习德语和英语。毕业后，他当过道路工人、清洁工、记者、学校教师和翻译。
1995年，希什金移居瑞士。日後他在苏黎世移民局工作，专门为难民提供俄语和德语翻译。  他後來加入瑞士国籍。

## 政治观点
希什金反对俄罗斯普京政府，並且經常批评普京的國內外政策，他曾經號召各國抵制俄羅斯世界杯。他也反對俄羅斯聯邦併吞克里米亞以及俄羅斯入侵烏克蘭。  他認為俄羅斯吞併克里米亞後，由於歐洲政客的不作為，導致俄羅斯進一步全面入侵烏克蘭。